# مارسيلا تامر
مارسيلا تامر (بالإنجليزية: Marcela Temer)‏ (من مواليد 16 مايو 1983)، زوجة الرئيس البرازيلي السابق ميشال تامر.